# Robert Ettinger
Pour les articles homonymes, voir Ettinger.
Robert Wilson Chester Ettinger (né le 4 décembre 1918 à Atlantic City - mort le 23 juillet 2011  à Détroit (Michigan) est un universitaire américain, connu comme le « père de la cryogénisation » en raison de la publication de son livre La Perspective de l'immortalité en 1962. En 1972, il contribue à la conceptualisation du transhumanisme dans son livre Man into Superman, faisant de lui un pionnier de ce mouvement.
Robert Ettinger a fondé en 1976 le Cryonics Institute (en) ainsi que l'association connexe l’Immortalist Society (en), dont il est président jusqu'en 2003.

## Biographie
Fils d’immigrants juifs russes, il grandit dans le New Jersey. Adolescent, il se passionne pour la science-fiction en lisant Amazing Stories, le principal magazine dirigé par l’inventeur du genre littéraire, Hugo Gernsback.
Grièvement blessé lors de la Seconde Guerre mondiale, Robert Ettinger est hospitalisé pendant plusieurs années. Ses jambes sont sauvées grâce à une technique nouvelle de greffe osseuse. Cet événement suscite son intérêt sur les technologies médicales du futur et à se persuader que « la science médicale » pourrait un jour « réparer les dégâts causés par la maladie ». Il découvre que la cryonie fait l'objet de recherches par un biologiste français, Jean Rostand.
En 1948, Robert Ettinger écrit une histoire de science-fiction intitulée  The Penultimate Trump  (ou L’avant-dernier Trump ») paru dans le numéro de mars 1948 du magazine Startling Stories. Dans ce document, les grandes lignes du concept de cryonie sont écrites au préalable de son ouvrage fondateur, The Prospect of Immortality (ou La Perspective de l'immortalité »). L'ouvrage propose la possibilité d'une alternative à la mort permanente, initiant ainsi le mouvement de la cryogénisation. Le livre connait un succès en étant sélectionné par le Book_of_the_Month (en) et publiait en neuf langues.
En 1967, il fonde l'Immortalist Society (en) pour promouvoir l'idée de prolonger la durée de vie naturelle des êtres humains bien au-delà des 80 ans auxquels une personne en bonne santé pourrait s'attendre sans avoir besoin de stockage cryonique. Il expose certaines de ses théories dans le livre Man into Superman paru en 1972.
En 2003, son ouvrage The Prospect of Immortality est traduit en russe. A cette occasion, il reconnaît pleinement sa dette au cosmisme en déclarant « Il y a toujours eu en Russie des penseurs courageux et originaux à qui nous devons de nombreuses idées scientifiques et philosophiques liées à la cryogénie ».
Le 23 juillet 2011, Robert Ettinger décède à l'âge de 92 ans. Le corps de Robert Ettinger est congelé immédiatement après son décès à l'Institut de Cryogénie de Clintown Township, au Michigan. Il repose aux côtés de sa mère et de ses deux épouses également cryogénisées.